# 히트스캔
컴퓨터 게임, 특히 1인칭 슈팅 게임에서 히트스캔(Hitscan)은 게임에서 주어진 선이 게임 상의 오브젝트과 맞닥뜨리는 지점을 찾기 위해 수행되는 계산이며, 탄환이나 투사체가 무기에서 발사된 이후에 목표를 맞히는지를 결정하기 위해 일반적으로 사용된다.
투사체가 목표를 타격하는지의 여부를 판단하기 위해 수정되지 않은 히트스캔 정보를 활용하는 투사체 무기를 흔히 히트스캔 무기라고 부른다. 무기가 배치되면 히트스캔 함수를 생성하고, 그리고 대상이 투사체의 궤적에 포착되면, 타격이 가해진다. 이러한 효과는 즉각적이기 때문에, 투사체는 무한한 속도로 움직이며, 선형이거나 그렇지 않더라도 단순한 궤적을 그려, 짧은 거리에서의 총알의 속도와 정확성에 대한 실용적인 근사화를 행한다. 프로그래머는 현실성을 향상시키기 위해 히트스캔 기능을 조금 다른 방식으로 사용할 수 있다. 예를 들어 부정확성을 모사하기 위해 계산된 경로에 무작위적인 흔들림을 적용할 수 있다. 또다른 예시로, 하프라이프 2의 서브머신건은 히트스캔 기능을 총이 맹렬하게 발사되는 애니메이션의 도중에 삽입하여, 실제의 탄도학을 더욱 그럴듯하게 근사하기 위해 무기의 발사와 타격 효과 사이에 약간의 지연을 만들어낸다.

## 장점
주된 이점은 모사의 단순성이다. 히트스캔은 타격을 계산하기 위해 비교적 단순한 수학을 사용한다. 실제로 총알이 완벽한 직선의 궤적을 따라 무한한 속도로 이동하지는 않지만, 히트스캔 방식이 대개 합리적인 근사가 될 만큼 충분히 빨리 움직인다.
게임 설계의 관점에서, 히트스캔은 즉시 원인(참가자가 '발사' 버튼을 누르고, 히트스캔 기능을 실행한다.)을 효과(히트스캔은 결과를 도출하고, 참가자는 그 위치에서 무기의 효과를 보게 된다)와 연결시킨다. 이는 실제 탄도학을 단순화한 모형이지만, 투사체가 목표에 도달하는 시간을 고려하여 움직이는 목표보다 살짝 앞서 조준할 필요가 없어져 게임의 진입 장벽을 낮춘다. 다소 현실성이 떨어지긴 하지만, 이 모형이 게임을 즐기기 위해 실제 무기를 다루는 방법에 대한 이해를 요구하지는 않고, 조준선이 위치하는 곳이 타격된다는 직관적인 이해를 강화한다.

## 단점
히트스캔 무기의 발포 효과를 시각적으로 표현하는 것은 어려울 수 있다. 무기가 목표를 즉시 타격하기 때문에, 무기에서 발사되는 총알이나 투사체는 단지 '유령'으로 보일 뿐이며, 그것이 박히는 곳은 그것이 실제로 타격한 것과 반드시 일치하지 않을 수 있다. 특히 궤적 효과는 타격 효과보다 언제나 늦게 발현되는데, 이 문제는 여러 명이 즐기는 온라인 게임에서의 인터넷 지연으로 인해 악화될 수 있다.
인터넷 대역폭과 컴퓨터의 연산력이 진보하여, 무게와 속력을 지닌 게임 상의 오브젝트로서 생성된 총알이 목표에 도달할 때까지 지속적으로 움직임을 연산하는 좀 더 현실적인 '투사체' 모델을 사용하여 현실의 화기의 탄도적인 성질을 모사하는 것이 점점 실용성을 띄고 있다.